# Faixa (heràldica)
La faixa, en heràldica, és una peça honorable col·locada horitzontalment al centre de l'escut, tot travessant el camper d'esquerra a dreta, i delimitada per dues línies horitzontals paral·leles.
Quan és única, té una amplària d'un terç de l'escut, amplària que va disminuint segons el nombre de faixes (la quantitat de faixes cal definir-la en el blasonament). Quan són la meitat d'amples que la faixa ordinària, s'anomenen cintes (o faixes en divisa); si en són cinc o més, es poden anomenar trangles quan són en nombre senar i bureles quan són en nombre parell. La faixa aprimada al màxim s'anomena filet de faixa i es poden agrupar de dos en dos (geminat) o de tres en tres (trina).

Escut de Valls: de gules, una faixa d'argent
Escut d'or, amb cinc trangles de sinople
Escut d'argent, amb vuit bureles d'atzur
Escut de gules amb dos geminats de filets de faixa.

## Origen
Si l'escut pot ser la representació del cavaller, aleshores la faixa simbolitza el cinyell, el cinturó col·locat al voltant de la ronyonada que servia per sostenir l'espasa. Segons altres opinions, la faixa derivaria de la lligacama que aguantava les mitges o calces.

## «En faixa»
Diem que estan en faixa les càrregues allargades posades en sentit horitzontal, o bé les que estan col·locades una al costat de l'altra en la direcció pròpia de la faixa. Aplicat a la partició de l'escut, s'anomena tercejat en faixa el dividit en tres parts mitjançant línies rectes horitzontals.

Escut d'Alzira, amb una clau posada en faixa
Escut de Riumors, amb dos caps de mort posats en faixa
Escut de Sent Pèr d'Ardet: tercejat en faixa de sinople, or i gules

## Faixat
Quan el camper de l'escut és cobert d'una repetició de faixes, alternativament, de metall i de color, en nombre parell, parlem d'un escut faixat. Si les faixes passen de vuit, llavors en diem cintat o burelat. Les càrregues, per la seva banda, també poden ser faixades i cintades (o burelades).
Es pot trobar algun faixat en què cada faixa sigui d'un esmalt diferent. El faixat ordinari és de sis peces, i llavors no cal dir-ne el nombre a l'hora de fer el blasonament.

## Contrafaixa
Una contrafaixa és una faixa dividida verticalment en dues meitats, una de metall i una de color. També tenim, en el cas de les faixes reduïdes d'amplària, les contracintes. Un escut amb el camper cobert de contrafaixes o contracintes s'anomena contrafaixat (o contracintat).

## Peces compostes
La faixa, sencera o reduïda a la meitat dreta o esquerra (semifaixa), es pot unir amb altres peces senceres o mitges per formar una multitud de peces compostes: faixa semibanda, faixa semibarra, faixa semipal, semifaixa pal, semifaixa banda, semifaixa gaia, etc.

Escut del comtat d'Empúries, faixat d'or i de gules
Escut contrafaixat d'or i d'atzur
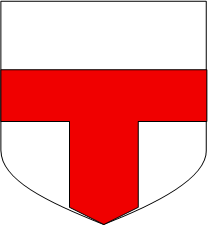
Escut d'argent amb una faixa semipal de gules

## Modificacions de la faixa
(una tria)
- abaixada: quan no ocupa la part central sinó que està col·locada més avall de l'escut;
- abscissa: quan no toca les dues vores, destra i sinistra, de l'escut;
- alçada: quan no ocupa la part central sinó que està col·locada més amunt de l'escut;
- bastillada: quan té la vora inferior formada per merlets;
- bretessada: quan té els perfils formats per merlets simètrics;
- dentada: quan té els perfils formats per dents d'angles aguts; si té dents petites i nombroses se'n diu dentelada;
- desplaçada: quan té una meitat desplaçada cap amunt o cap avall i només es manté en contacte amb la part sense desplaçar mitjançant un punt d'unió;
- engrelada: quan té els perfils formats per petits semicercles units amb les puntes cap enfora;
- entada: quan té els perfils torçats en forma de clavilles, de manera que les clavilles d'un perfil corresponen als espais buits de l'altre;
- esbrancada: quan té els perfils amb aparença de tronc, amb una mena de merlets oblics situats a banda i banda;
- merletada: quan té la vora superior formada per merlets;
- ondada: quan té els perfils torçats en forma d'ondes;
- patent: quan s'exampla per totes dues extremitats;
- viperada: quan té els perfils formats per dents d'angles quadrats.

Faixa abaixada
Faixa abscissa
Faixa bastillada
Faixa bretessada
Faixa desplaçada
Faixes merletades
Faixa ondada
Faixes viperades